# All Day Music
All Day Music är ett musikalbum av War lanserat 1971 på skivbolaget United Artists Records. Albumet blev en framgång i USA med en sextondeplacering på Billboard 200, och två av dess singlar, titelspåret och "Slippin' Into Darkness" blev hits. Detta var välbehövligt för gruppen vars föregående självbetitlade album inte blivit någon större framgång.

## Låtlista
(låtar utan angiven upphovsman komponerade av War)
1. "All Day Music" (Jerry Goldstein, War) – 4:04
2. "Get Down" (Goldstein, War) – 4:29
3. "That's What Love Will Do" (Milton James, War) – 7:17
4. "There Must Be a Reason" – 3:50
5. "Nappy Head (Theme from Ghetto Man)" – 6:05
6. "Slippin' Into Darkness" – 7:00
7. "Baby Brother" – 7:38